# ローソン銀行
株式会社ローソン銀行（ローソンぎんこう、英語: Lawson Bank, Inc.）は、大手コンビニエンスストアチェーンのローソンが主導して設立した日本の銀行。全国銀行協会準会員。
本項では、同行の実質的な前身であり、コンビニATM（現金自動預け払い機）の一つである「ローソンATM」の管理運営を行っていた株式会社ローソン・エイティエム・ネットワークス（LAWSON ATM NETWORKS, Inc.、LANs）についても記す。

## 概要
小売業主導で設立された銀行としてはセブン銀行（セブン&アイ・ホールディングス主導）、イオン銀行（イオングループ主導）に次ぐもので、いわゆる「新たな形態の銀行」に分類される。2016年（平成28年）11月25日に「ローソンバンク設立準備株式会社」として設立され、2018年（平成30年）6月1日にローソン・エイティエム・ネットワークス（以下「LANs」と記す。）から「ローソンATM」事業を承継し企業としての業務を開始、同年10月15日に銀行としての業務を開始した。企業理念は「私たちは“みんなと暮らすマチ”を幸せにします。」。
セブン銀行・イオン銀行同様にATMを使用したリテール部門が業務の主軸となるが、一方で「事業方針」においては、「将来的には新たな決済手段、資産形成をサポートする商品、生活に必要な金融サービスの展開を検討していく」としており、ローソンを含めた複数の店舗でのキャッシュレス決済プラットフォームの構築や地域金融機関のサポートも手がけるとしている。

### 設立の経緯
元々はLANsが2001年（平成13年）10月3日にサービスを開始したコンビニATMサービス「ローソンATM」が端緒となっていたが、この時点ではLANs自身は銀行業免許を有しておらず、単に「他の銀行のATMのアウトソーシング請負」にとどまっており、独自の金融サービスを手がけることができなかった。
こうした中、ローソンでは銀行業への参入を念頭に「ローソンバンク設立準備株式会社」を設立。設立に当たってはローソンの親会社である三菱商事と同じ三菱グループの一員である三菱東京UFJ銀行（現・三菱UFJ銀行）が5%を出資する一方で、幹部には金融庁とのやりとりを見据えて財務省出身でローソン顧問（大和証券グループ本社非常勤顧問）の岩下正を会長に、新生銀行常務執行役員の山下雅史を社長に据え、「三菱色」があまり出過ぎない人事とした。
2018年3月26日に、銀行業免許の予備審査を申請し、銀行業免許が得られ次第、同社を「ローソン銀行」に商号変更する予定とした上で、その関係でLANsから共同ATM事業を吸収分割により承継する予定もあることを発表した。同年6月26日に同社の銀行業予備審査が終了したため、免許申請に先駆けて、同社7月2日付で株式会社ローソン銀行に商号を変更、同年8月10日付で銀行業の営業免許を取得した。

## 取扱商品
普通預金口座と定期預金口座をそれぞれ取り扱っている（セブン銀行・イオン銀行と異なり総合口座ではないため、貸越は行われない）。口座を開設するには、スマートフォンの専用アプリ「口座開設アプリ」をダウンロードするか、パソコンから専用サイト「口座開設Web」にアクセスする必要がある。口座を開設する本人の運転免許証・個人番号カード・日本国発行のパスポート・在留カードのいずれかの画像をアップロードすることで本人確認が行われ、口座が開設される。本人確認書類の画像を送付したくない場合は郵送も可能だが、その場合は「口座開設Web」で申し込んだ上で、運転免許証（運転経歴証明書含む）・個人番号カード・住民基本台帳カード（顔写真入り）・健康保険証・日本国発行のパスポート・在留カード（特別永住者証明書含む）・年金手帳のいずれかの写しに加え、公共料金の請求書・領収書の原本を送付する必要がある。
すべての預金口座開設者にキャッシュカードが発行され、預金通帳は提供されない。パソコン・スマートフォンからの各種取引き・手続き（ローソン銀行ダイレクト）をサービスの基本としており、口座開設にあたってはローソン銀行からの通知を受けるためのメールアドレスの登録が必要になる。口座維持手数料は存在しないが、2年3ヶ月以上一度も取引（ローソン銀行ダイレクトへのアクセスを含む）が行われなかった口座に対しては「未使用口座管理手数料」が発生する（一定条件を満たした場合に限り、未使用口座管理手数料が発生しない場合もある）。また、ローソン銀行の口座を振替（引き落とし）対象口座に指定することは原則としてできない（自行で発行するクレジットカード「ローソンPontaプラス」を除く）。ただし、ローソン銀行の口座からの振込は行えるほか、証券会社・FX会社の利用口座に指定することもできる。ローソン銀行のキャッシュカードを使った取引はローソン銀行のATMでのみ利用可能で、他の金融機関で利用することはできない。
各口座にはローソンを含めた共通ポイントサービス「Ponta」のIDを紐付けることが出来、取引ごとにポイントが加算される。
2024年3月31日現在の口座数は、110,628口座。

## 店舗

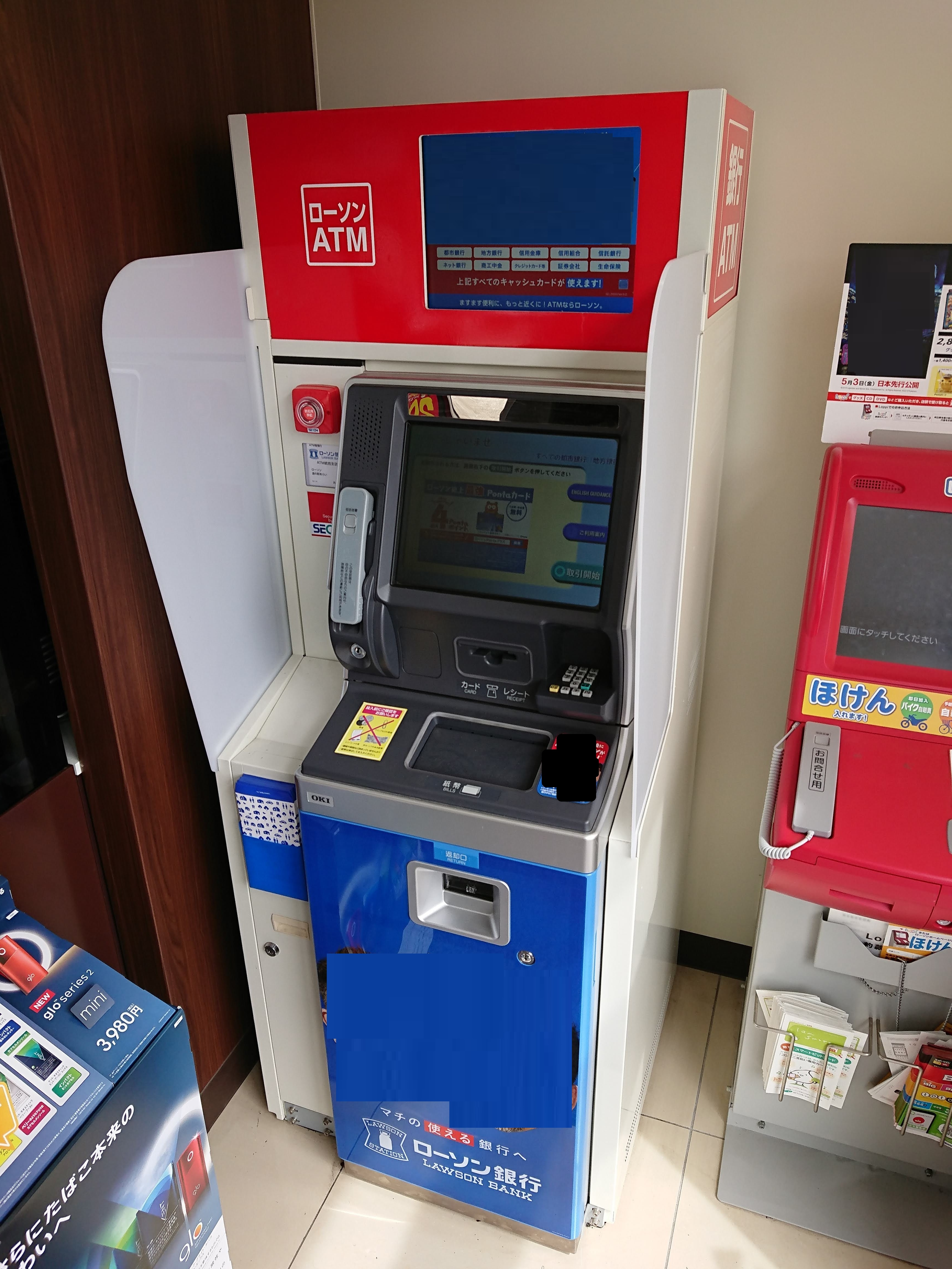
ローソン店内に設置されたローソン銀行ATM

ローソン銀行の店舗は全てインターネット上の無人店舗で、本店及び個人向け口座を管理する支店（12店舗）、振込専用口座を管理する支店（2店舗）、ATM管理店であるATM統括支店が存在する。実店舗は存在せず、全ての支店が「24時間営業」という形になっている。
個人向け口座を管理する支店名にはローソンで取り扱う商品に因んだ名前が用いられており、口座開設者の誕生月によって支店割り当てが決まる。
| 支店番号 | 支店名   | 誕生月 |  | 支店番号 | 支店名     | 誕生月 |
| -------- | -------- | ------ |  | -------- | ---------- | ------ |
| 201      | おもち   | 1月    |  | 207      | アイス     | 7月    |
| 202      | チョコ   | 2月    |  | 208      | フルーツ   | 8月    |
| 203      | おすし   | 3月    |  | 209      | パスタ     | 9月    |
| 204      | カフェ   | 4月    |  | 210      | おべんとう | 10月   |
| 205      | おにぎり | 5月    |  | 211      | スープ     | 11月   |
| 206      | サラダ   | 6月    |  | 212      | デザート   | 12月   |

## ローソン・エイティエム・ネットワークス
LANsはローソンの他、提携している都市銀行・地方銀行などの金融機関、システム開発・運営を担当する日本アイ・ビー・エム、ATMの遠隔監視・警備・資金警送を行うセコムなどの各社が出資しており（イーネットと同様）、また多くのコンビニATM同様、各ATMの管理は地域ごとに提携する銀行に委託する形態をとっていた。ただし、一部を除き管理銀行の口座でもMICS手数料がかかる。ジャパンネット銀行（現：PayPay銀行）及びイオン銀行の口座は非提携だったが、イオン銀行は2014年10月6日、ジャパンネット銀行は同年10月8日より接続開始されたため利用可能となった。セブン銀行は、各都市銀行の管理機に限り、当該行経由扱いで利用可能となっている。
海外発行のカードは、中国銀聯（ユニオンペイ）は2016年2月5日より、全拠点で対応を始め（新型機に入れ替え済みの拠点は、2015年9月28日から先行対応し、旧来の端末のままだった拠点も含めての対応開始となった）、他のブランドも今後対応させる予定。ユニオンペイは、りそな銀行/埼玉りそな銀行及び各地方銀行及び第二地方銀行管理機は三菱UFJ銀行経由扱いの対応となる。
前述のとおり、2018年（平成30年）6月1日付で「ローソンATM」の事業をローソン銀行に承継して実質的に業務を終了（管理は、ローソン銀行が銀行業免許取得後に各幹事行からローソン銀行ATM統括支店に変更。MICS扱いは、原則三菱UFJ銀行経由とされた）、法人としても同年10月20日付で解散。翌2019年3月4日、清算結了により法人格消滅。

## ATM設置状況
2024年3月末時点で、全国47都道府県に13,584台のローソンATMを設置している。なお、一部のローソンの店舗には、ローソン銀行ATMでなく他のATMを設置している場合がある。日本郵便が展開するJPローソンにもほとんど置かれていないが、JPローソン赤れんがテラス店にはゆうちょ銀行ATMが、JPローソン東陽公園店にはローソン銀行ATMが設置されている。詳細はローソン#ATMを参照。
一方、ローソン銀行ATMは、ローソン以外に信用農業協同組合連合会を含む農業協同組合（いわゆるJAバンク）、病院等や複数の金融機関の共同ATMに換える形で設置される事例がある。
ローソン以外の小売業系店舗への展開も進めており、2025年時点ではベルクやサンエー、西友といったスーパーマーケットやそごう・西武といった百貨店の一部店舗にも設置されている。
過去には、ドン.キホーテや、日興コーディアル証券（現：SMBC日興証券）の一部支店にも設置されていた。
ローソン銀行に移行後も各金融機関との提携関係は維持されている（直接提携していない金融機関の扱いは、各幹事行経由から三菱UFJ銀行経由によるMICS扱いに統一。当行直接接続・MICSを含む三菱UFJ銀行提携のいずれもされていない金融機関は非対応）。
富士通フロンテック製のATMを設置している拠点では、2024年7月現在、楽天Edy、WAON、交通系ICカードのチャージに対応している。

## クレジットカード
2019年1月15日より、クレジットカードである「ローソンPontaプラス」の発行を開始した。名称の通りPonta一体型のクレジットカードであり、ローソンでは税抜の利用額200円あたり、利用日・時間に応じて2ポイントから12ポイントが付与される（2024年現在）。マスターカード加盟店でも利用可能であり、税込200円あたり2ポイントが付与される。
カード発券などの業務は三菱UFJニコスに委託されており、利用額の確認や手続きを行う会員専用Webサービスも同社が運営している。また、ローソン銀行の口座がなくても申し込み可能である。